# Cassiano Basso
Cassiano Basso (em latim: Cassianus Bassus), chamado Escolástico, foi um dos geopônicos ou escritores sobre assuntos agrícolas. Viveu no final do século VI ou início do VII. Compilou de escritores anteriores em uma coleção de literatura agrícola (Geopônica) que foi posteriormente revisada por um editor desconhecido e publicada por volta do ano 950, no reinado de Constantino VII (r. 913–959), a quem a obra em si foi atribuída. Ela contém uma lista completa das autoridades utilizadas, e os assuntos tratados incluem agricultura, pássaros, abelhas, cavalos, gado, ovelhas, cães, peixes e similares.